# 王姓
王姓是一个汉族姓氏，在中國《百家姓》中排第8位。在現代是極常見的姓氏。按人口計算是亞洲最多的姓氏之一，根据中华人民共和国国家统计局2010年第六次全国人口普查数据分析显示：王姓为中国大陆第一大姓，有大约9468万人，占中国大陆人口总数的7.10%，其中在北京，天津，黑龙江，吉林，辽宁，新疆，内蒙古，甘肃，陕西，山西，河北，河南，山东，安徽，江苏，海南等16个省区中王是当地第一大姓。於香港，王姓是第五大姓。根據2010年7月1日中華民國內政部戶政司戶籍資料統計，王姓在台灣排名第六大姓。根據1977年中國史學家李棟明，在《東方雜誌》發表的一篇有關「姓」的論文上指出，王姓是全球華人十大姓之一。另外，王姓亦是新朝唯一一位君主王莽的姓氏，同時是日本单姓之一，但极为罕见。
由于在多種汉语方言中，“王”与“黄”的发音相近甚至相同。为区别两姓起見，中文多以“三畫（横）王”或“三横一竖王”，黃姓則叫「草頭黃」。